# San Benedetto dei Marsi
San Benedetto dei Marsi ist eine italienische Gemeinde (comune) mit 3703 Einwohnern (Stand 31. Dezember 2023) in der Provinz L’Aquila in den Abruzzen. Die Gemeinde liegt etwa 43,5 Kilometer südöstlich von L’Aquila am Fuciner See und ist Teil der Comunità Montana Valle del Giovenco.

## Geschichte
In der Antike befand sich hier die Stadt Marrubium (auch Marruvium und im griechischen Μαρούϊον). Noch heute gehört die Gemeinde zu der Marsica, einem traditionellen Zusammenschluss zahlreicher Gemeinden der Umgebung. Das Bistum Marsi (heute Bistum Avezzano) hatte ab dem 16. Jahrhundert hier seinen Sitz, bis es schließlich nach Pescina und dann nach Avezzano verlegt wurde.

## Gemeindepartnerschaften
San Benedetto dei Marsi unterhält Partnerschaften mit der ungarischen Gemeinde Fót im Komitat Pest sowie mit der italienischen Gemeinde Corinaldo in der Provinz Ancona.